# Olaf Marschall (Fußballspieler, 1973)
Olaf Marschall (* 3. Januar 1973) ist ein ehemaliger deutscher Fußballspieler.
In der Saison 1992/93 spielte Marschall in der 2. Fußball-Bundesliga für den SV Darmstadt 98. Am 12. März 1993, dem 31. Spieltag der Saison, wurde er in der 42. Minute des Auswärtsspiels beim SC Fortuna Köln von Trainer Aleksander Mandziara für Jens Pfahl eingewechselt. Das Spiel endete mit einer 0:4-Niederlage für Darmstadt, es folgten danach für Marschall keine weiteren Spiele mehr in deutschen Profiligen. Er kam jedoch zusätzlich in der Folgesaison zu einem Einsatz als Einwechselspieler in der zweiten Runde des DFB-Pokals gegen die Amateurmannschaft des FC Bayern München.